# Prealpi di Vaud
Le Prealpi di Vaud sono un gruppo montuoso delle Prealpi di Vaud e Friburgo.
Prendono il nome dal Canton Vaud dove sono particolarmente dislocate. Interessano parzialmente anche il Canton Berna ed il Canton Friburgo.

## Classificazione
La SOIUSA le vede come un supergruppo alpino delle Prealpi Svizzere e vi attribuisce la seguente classificazione:
- Grande parte = Alpi Occidentali
- Grande settore = Alpi Nord-occidentali
- Sezione = Prealpi Svizzere
- Sottosezione = Prealpi di Vaud e Friburgo
- Supergruppo = Prealpi di Vaud
- Codice =  I/B-14.I-A.

## Delimitazioni
Ruotando in senso orario i limiti geografici sono: Montreux, Colle di Jaman, corso del torrente Hongrin, corso del fiume Saane, Château-d'Oex, Saanen, Col du Pillon, Col de la Croix, corso del torrente Gryonne, corso del fiume Rodano, Lago Lemano, Montreux.

## Suddivisione
Le Prealpi di Vaud si suddividono in due gruppi e sette sottogruppi
- Massiccio dei Tours d'Aï (1)
  - Nodo del Chamossaire (1.a)
  - Catena dei Tours d'Aï (1.b)
  - Nodo dei Rochers de Naye (1.c)
- Massiccio della Gummfluh (2)
  - Catena del Wittenberghorn (2.a)
  - Catena Gummfluh-Rubli (2.b)
  - Catena degli Ormonts (2.c)
  - Catena della Dent de Corjon (2.d)

## Montagne

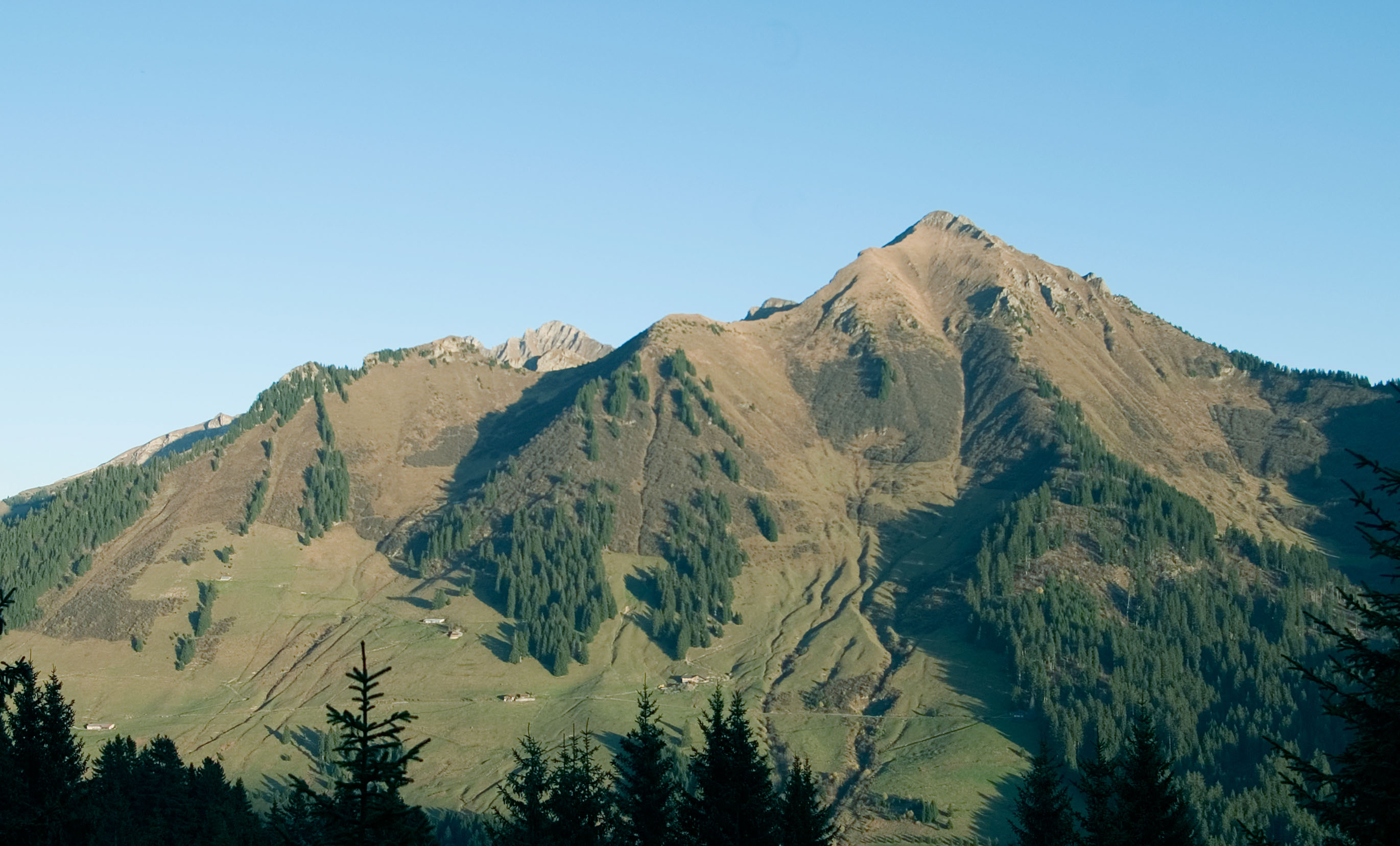
Il Pic Chaussy.

Le montagne principali delle Prealpi di Vaud sono:
- Le Tarent - 2.548 m
- Gummfluh - 2.458 m
- Pic Chaussy - 2.351 m
- Wittenberghorn - 2.350 m
- Tour d'Aï - 2.332 m
- Tour de Mayen - 2.326 m
- Le Rubli - 2.285 m
- Tour de Famelon - 2.138 m
- Le Chamossaire - 2.112 m
- Rochers de Naye - 2.045 m
- Pointe d'Aveneyre - 2.026 m
- Dent de Corjon - 1.967 m
- Dent de Jaman - 1.875 m